# Монтемарчано (Арецо)
Монтемарчано је насеље у Италији у округу Арецо, региону Тоскана.
Према процени из 2011. у насељу је живело 182 становника. Насеље се налази на надморској висини од 278 м.